# Helena Ramos (apresentadora)
Helena Ramos (Vale de Cambra, 28 de julho de 1954 — 1 de novembro de 2018) foi uma atriz e apresentadora de televisão portuguesa, conhecida pelos vários programas que apresentou na RTP. Morreu aos sessenta e quatro anos, com cancro.

## Vida pessoal
Nasceu em Vale de Cambra, em 1954, e cresceu em Sever do Vouga,  estudou no Colégio Nossa Senhora da Assunção em Famalicão, Anadia. Mudou-se para Lisboa em 1972, onde estudou na universidade.
Era casada e não deixou descendência.

## Carreira
Começou a carreira na RTP como locutora de continuidade. Em 1978, concorreu a um concurso na RTP juntamente com Margarida Mercês de Melo, Teresa Cruz e Manuela Moura Guedes, e acabou por ser contratada. Apresentou vários programas como o talk show Jogo de Damas em 1993, Canal Aberto em 1996, Boa Tarde em 2000 e Os Vencedores, em 2002.
Foi também pivot em vários programas ao longo dos anos dedicados ao Carnaval, Marchas Populares, Natal dos Hospitais, e Festival da Canção.
Fez parte da comissão instaladora do canal RTP Memória, onde apresentou os programas Cartaz de Memórias, Há Conversa e Tributo.
Foi também narradora de vários documentários da RTP, e participou como atriz em programas de Filipe La Féria, na década de 1990.
Era a diretora da revista BIGGERMagazine.
Morreu a 1 de novembro de 2018, após ter sido diagnosticada com cancro em 2013.